# Rick y Morty (banda sonora)
The Rick and Morty Soundtrack es la banda sonora de la comedia estadounidense de ciencia ficción animada para adultos Rick y Morty. Fue estrenado el 28 de septiembre de 2018 a través de Sub Pop.
El álbum está compuesto por 26 canciones, 24 de las cuales son de las primeras tres temporadas del programa y 18 de las cuales fueron compuestas por Ryan Elder específicamente para el programa. El álbum también incluye canciones de Chaos Chaos, Belly, Blonde Redhead y Mazzy Star, todas las cuales han aparecido en el programa, así como dos nuevas canciones de Chad VanGaalen y clipping. inspirado en el espectáculo.
El álbum debutó en la parte superior de la lista de álbumes de vinilo de Billboard, en el Número 2 en la lista de bandas sonoras, en el Número 4 en la lista de Independent Albums, en el Número 19 en la lista Top Internet, en el número y en el puesto 27 de la lista Top Digital.

## Listado de pistas
| N.º | Título                                                                                            | Productor(es)    | Duración |  |
| 1.  | «Rick and Morty Theme» (interpretado por Ryan Elder)                                              | Ryan Elder       | 0:35     |  |
| 2.  | «Jerry's Rick» (interpretado por Ryan Elder)                                                      | Ryan Elder       | 2:52     |  |
| 3.  | «The Small Intestine Song» (interpretado por Dan Harmon, Justin Roiland & Ryan Elder)             | Ryan Elder       | 0:36     |  |
| 4.  | «The Flu Hatin’ Rap» (interpretado por Dan Harmon & Ryan Elder)                                   | Ryan Elder       | 1:53     |  |
| 5.  | «African Dream Pop» (interpretado por Ryan Elder)                                                 | Ryan Elder       | 2:42     |  |
| 6.  | «Look on Down From the Bridge» (interpretado por Mazzy Star)                                      | David Roback     | 4:46     |  |
| 7.  | «The Rick Dance» (interpretado por Justin Roiland, Lauren Hillman & Ryan Elder)                   | Ryan Elder       | 0:47     |  |
| 8.  | «Goodbye Moonmen» (interpretado por Jemaine Clement & Ryan Elder)                                 | Ryan Elder       | 2:21     |  |
| 9.  | «Summer and Tinkles» (interpretado por Tara Strong, Jevin Smith & Ryan Elder)                     | Ryan Elder       | 0:51     |  |
| 10. | «Do You Feel It?» (interpretado por Chaos Chaos)                                                  | Fraser McCulloch | 4:11     |  |
| 11. | «Unity Says Goodbye» (interpretado por Ryan Elder)                                                | Ryan Elder       | 2:21     |  |
| 12. | «Get Schwifty (C-131)» (interpretado por Justin Roiland & Ryan Elder)                             | Ryan Elder       | 1:00     |  |
| 13. | «Raised Up (C-131)» (interpretado por Justin Roiland & Ryan Elder)                                | Ryan Elder       | 0:51     |  |
| 14. | «Stab Him in the Throat» (interpretado por clipping.)                                             | Jonathan Snipes  | 3:26     |  |
| 15. | «Help Me I'm Gonna Die» (interpretado por Justin Roiland & Ryan Elder)                            | Ryan Elder       | 0:40     |  |
| 16. | «Let Me Out» (interpretado por Justin Roiland & Ryan Elder)                                       | Ryan Elder       | 0:34     |  |
| 17. | «Memories» (interpretado por Chaos Chaos)                                                         | Fraser McCulloch | 3:28     |  |
| 18. | «Stuttering Light» (interpretado por Chad VanGaalen)                                              | Chad VanGaalen   | 3:03     |  |
| 19. | «Alien Jazz Rap» (interpretado por Dan Harmon & Ryan Elder)                                       | Ryan Elder       | 0:59     |  |
| 20. | «For the Damaged Coda» (interpretado por Blonde Redhead)                                          |                  | 2:32     |  |
| 21. | «Fathers and Daughters» (interpretado por Dan Harmon, Asya Saavedra, Chloe Saavedra & Ryan Elder) | Ryan Elder       | 1:56     |  |
| 22. | «Seal My Fate» (interpretado por Belly)                                                           |                  | 4:04     |  |
| 23. | «Terryfold» (interpretado por Chaos Chaos & Justin Roiland)                                       |                  | 2:30     |  |
| 24. | «Tales from the Citadel» (interpretado por Ryan Elder)                                            | Ryan Elder       | 3:04     |  |
| 25. | «Rick and Morty Score Medley» (interpretado por Ryan Elder)                                       | Ryan Elder       | 4:44     |  |
| 26. | «Human Music» (interpretado por Ryan Elder)                                                       | Ryan Elder       | 0:40     |  |

| Box set special bonus track 7" |                                               |          |  |
| N.º                            | Título                                        | Duración |  |
| 27.                            | «Screaming Sun» (interpretado por Ryan Elder) |          |  |

## Personal
- Bridgette Kimbrough - productora creativa
- Brandon Lively - director creativo
- Trey Wadsworth - dirección de arte, diseño
- Jeff Kleinsmith - dirección de arte
- Robert Beatty - obra de arte
- Will Sweeney - obra de arte
- Saiman Chow – obra de arte
- Desollador – obra de arte
- Chris "CN" Noel - laca

## Gráficos
| Gráfico (2018)                                        | Posición |
| ----------------------------------------------------- | -------- |
| Cartelera estadounidense 200                          | 107      |
| Los mejores álbumes de comedia de EE. UU. (Billboard) | 1        |
| Ventas de álbumes en EE. UU. (Billboard)              | 22       |
| Álbumes de vinilo de EE. UU. (Billboard)              | 1        |
| Álbumes independientes de EE. UU. (Billboard)         | 4        |
| Creadores de tendencias de EE. UU. (Billboard)        | 6        |
| Las mejores bandas sonoras de EE. UU. (Billboard)     | 4        |